# München Isartalbahnhof
A München Isartalbahnhof a München és Bichl közötti Isar-völgyi vasútvonal egykori állomásépülete. Az épületet ma a Johanniter-Unfall-Hilfe használja, és a bajor műemléki jegyzékben műemlékként szerepel.

## Helyszín
Az épület a Schäftlarnstraße 9. szám alatt található München Sendling városrészében, a müncheni nagybani vásárcsarnokkal szemben.

## Az épület története
Az Isartalbahn 1891-ben kezdte meg működését Thalkirchenből, majd 1892-ben a vonalat München Sendlingig meghosszabbították. Ott 1892-ben épült meg az állomásépület. Az állomás 1895-ben München első villamosának végállomása lett, amely a városközpontot kötötte össze az állomással.
Miután 1938-ban a tulajdonost, a Lokalbahn Aktien-Gesellschaft (LAG) államosították, és 1950-től az Isartalbahn személyvonatai is a Sollner Kurvén keresztül közlekedtek a müncheni főpályaudvarra, az állomás elvesztette üzemi jelentőségét. 1964-ben a Großhesselohe és Sendling közötti vonalszakasz bezárásával az Isartalbahnhofot is bezárták. Két évtizeden át kihasználatlanul és elhanyagoltan állt, és az 1980-as évek vége óta a Johanniter-Unfall-Hilfe Müncheni Regionális Egyesület használja.
Az ugyanazon a vonalon található Großhesseloher Isartal pályaudvart szintén sörözőként hasznosították újra az 1980-as években.

## Az épület leírása
Az épület egy 90 méter hosszú és 8,50 méter széles téglaépítmény. Négy, magasságban eltolt pavilonból áll, amelyeket alacsonyabb hosszanti szerkezetek kötnek össze. A két középső pavilon között öntöttvas perontető húzódik a hosszház mentén.

## Képek

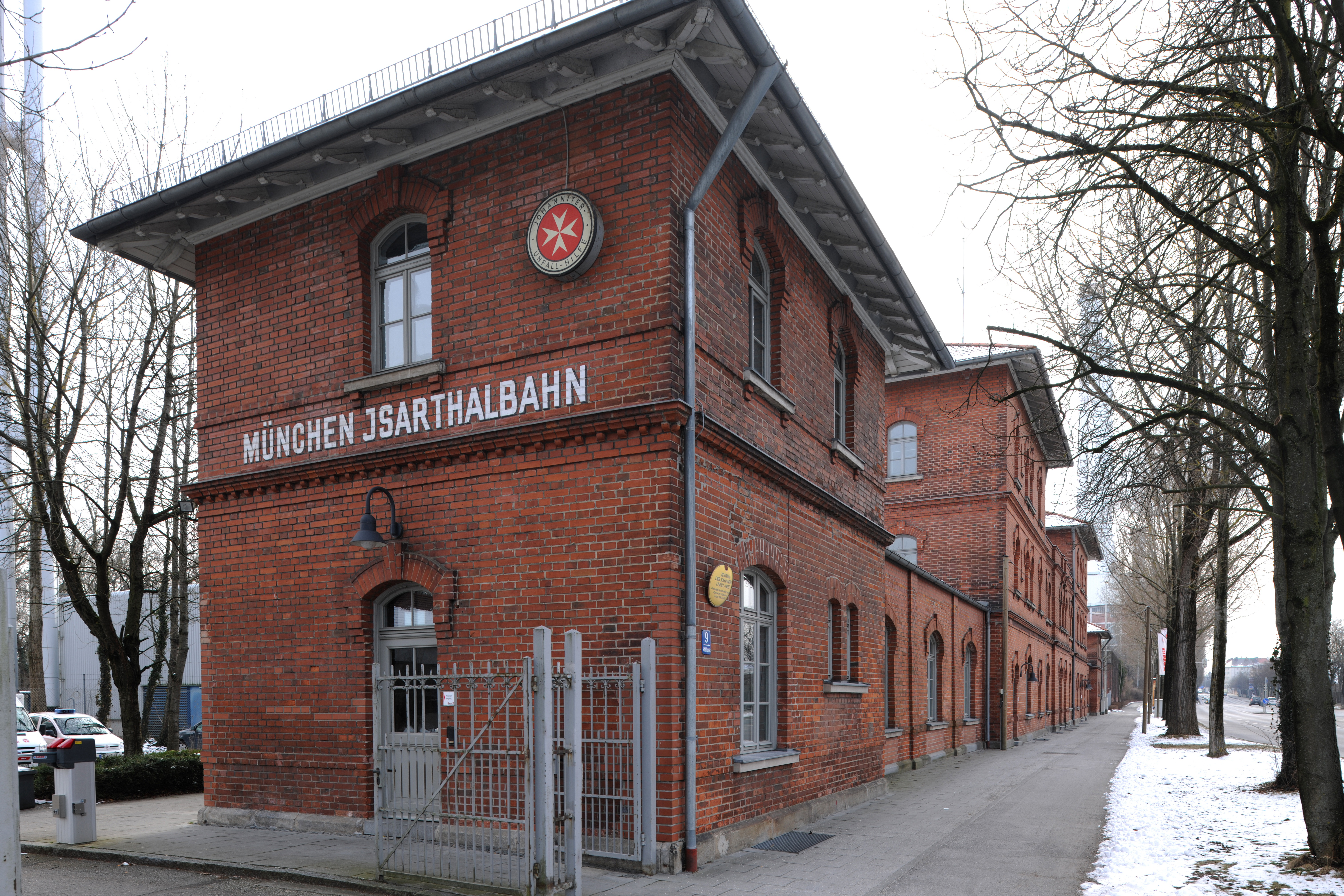
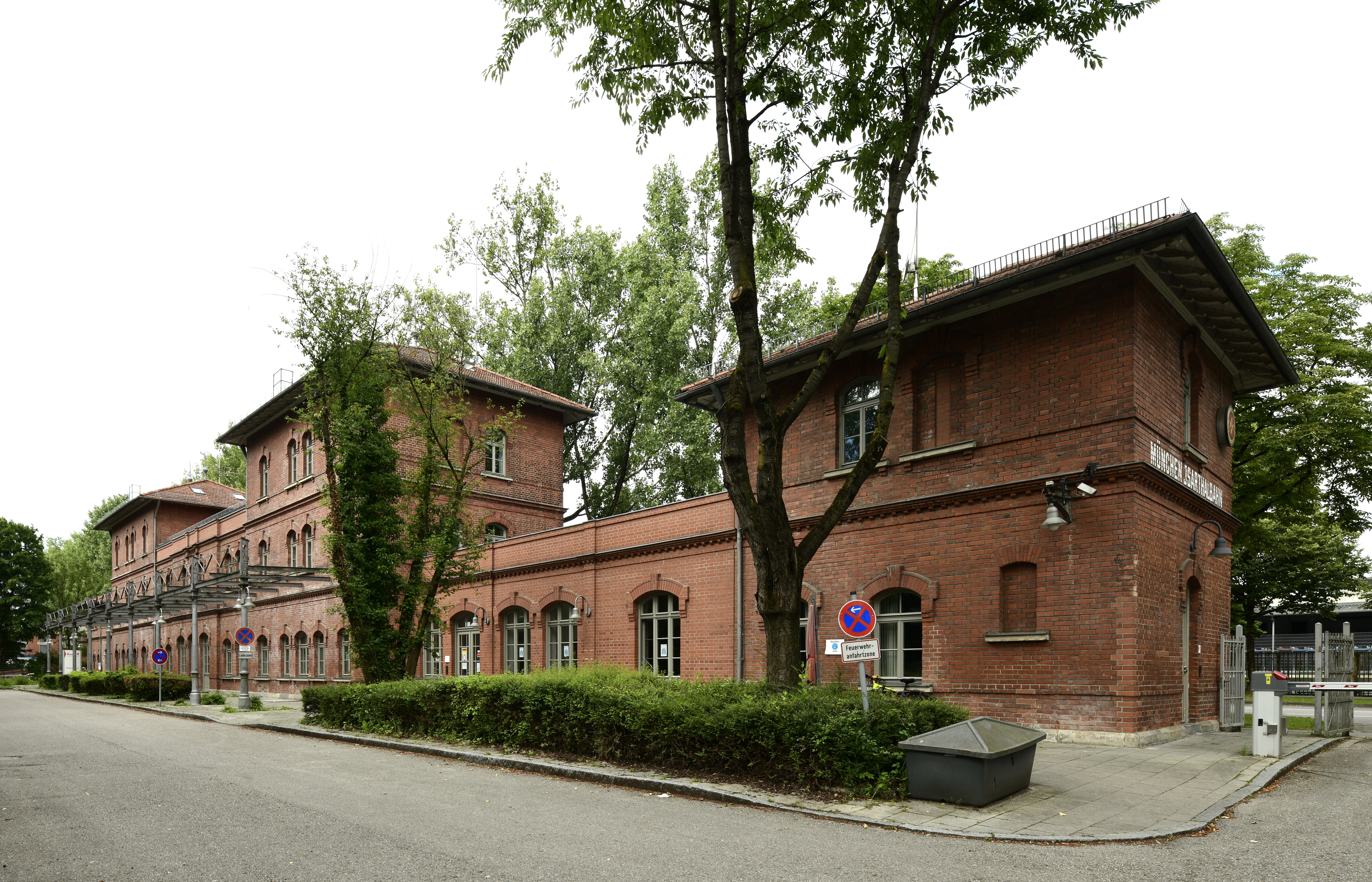